# Roberto González Valdés
Roberto González Valdés (Ciudad de México, México; 31 de marzo de 1976) es un piloto de automovilismo mexicano. 
En 2022 compitió en el Campeonato Mundial de Resistencia de la FIA en la categoría LMP2 dónde resultó campeón. Ganó las 24 Horas de Le Mans 2022.

## Carrera

### Inicios
En 2003, hizo su debut en la carrera en la CART Champ Car World Series en St. Petersburg para Dale Coyne Racing, donde no lograría terminar. Su otra aparición en 2003 fue en casa en la Ciudad de México, donde sustituyó al veterano Roberto Moreno, anotando sus primeros puntos en la CART Champ Car en el décimo lugar.
En el 2004, se convertiría en piloto a tiempo completo con PKV Racing con el respaldo de la empresa Nextel. Sin embargo, tuvo un año decepcionante con un mejor resultado del 7.º lugar en Cleveland, destacando un año en el que solo terminó 15.º en la clasificación de puntos. Tras los resultados su contrato no sería renovado para la temporada 2005.

### Resistencia
En 2012 participó en tres carreras para RCR Racing en la American Le Mans Series.
En 2013, su hermano menor Ricardo, ganaría la 81.ª edición de las 24 Horas de Le Mans en LMP2. En 2019, Roberto ganaría las 24 Horas de Daytona y las 6 Horas de Spa-Francorchamps, ambas en la clase LMP2.
En la 90.ª edición de las 24 Horas de Le Mans. Roberto ganaría la carrera en la clase LMP2 tras 6 intentos. González se asoció con Will Stevens y António Félix da Costa para ganar la carrera.

## Resumen de carrera
| Temporada | Categoría                                          | Equipo                        | Carreras | Victorias | Poles | VR | Podios | Puntos | Pos. |
| --------- | -------------------------------------------------- | ----------------------------- | -------- | --------- | ----- | -- | ------ | ------ | ---- |
| 1995      | Fórmula 3 Mexicana                                 | Acero Solar                   | ?        | ?         | ?     | ?  | ?      | 0      | ?    |
| 1998      | Indy Lights Panamericana                           | N/A                           | 1        | 0         | 0     | 0  | 0      | 10     | 16.º |
| 2001      | Formula Chrysler Euroseries                        | Alpie Motorsport              | 7        | 2         | 1     | 0  | 6      | 106    | 2.º  |
| 2002      | World Series by Nissan                             | GD Racing                     | 17       | 0         | 0     | 0  | 0      | 7      | 22.º |
| 2003      | Champ Car World Series                             | Dale Coyne Racing             | 1        | 0         | 0     | 0  | 0      | 3      | 24.º |
| 2003      | Champ Car World Series                             | Herdez Competition            | 1        | 0         | 0     | 0  | 0      | 3      | 24.º |
| 2004      | Champ Car World Series                             | PKV Racing                    | 14       | 0         | 0     | 0  | 0      | 136    | 15.º |
| 2012      | Campeonato Mundial de Resistencia de la FIA - LMP2 | Greaves Motorsport            | 1        | 0         | 0     | 0  | 0      | 0      | NC†  |
| 2012      | American Le Mans Series - LMPC                     | RSR Racing                    | 3        | 0         | 0     | 0  | 1      | 38     | 13.º |
| 2016      | Campeonato Mundial de Resistencia de la FIA - LMP2 | Manor                         | 2        | 0         | 0     | 0  | 0      | 6      | 45.º |
| 2017      | Campeonato Mundial de Resistencia de la FIA - LMP2 | CEFC Manor TRS Racing         | 9        | 0         | 0     | 0  | 0      | 46     | 18.º |
| 2017      | 24 Horas de Le Mans - LMP2                         | CEFC Manor TRS Racing         | 1        | 0         | 0     | 0  | 0      | N/A    | DNF  |
| 2018      | IMSA SportsCar Championship - DPi                  | AFS/PR1 Mathiasen Motorsports | 2        | 0         | 0     | 0  | 0      | 39     | 43.º |
| 2018      | 24 Horas de Le Mans - LMP2                         | DragonSpeed                   | 1        | 0         | 0     | 0  | 0      | N/A    | 5.º  |
| 2018–19   | Campeonato Mundial de Resistencia de la FIA - LMP2 | DragonSpeed                   | 8        | 1         | 1     | 0  | 3      | 117    | 3.º  |
| 2019      | 24 Horas de Le Mans - LMP2                         | DragonSpeed                   | 1        | 0         | 0     | 0  | 0      | N/A    | DNF  |
| 2019      | IMSA SportsCar Championship - LMP2                 | DragonSpeed                   | 1        | 1         | 0     | 0  | 1      | 35     | 8.º  |
| 2019–20   | Campeonato Mundial de Resistencia de la FIA - LMP2 | Jota Sport                    | 8        | 1         | 0     | 0  | 5      | 152    | 3.º  |
| 2020      | 24 Horas de Le Mans - LMP2                         | Jota Sport                    | 1        | 0         | 0     | 0  | 1      | N/A    | 2.º  |
| 2020      | European Le Mans Series - LMP2                     | Jota Sport                    | 1        | 0         | 0     | 0  | 0      | 0      | NC†  |
| 2021      | Campeonato Mundial de Resistencia de la FIA - LMP2 | Jota Sport                    | 6        | 1         | 0     | 0  | 4      | 79     | 3.º  |
| 2021      | 24 Horas de Le Mans - LMP2                         | Jota Sport                    | 1        | 0         | 0     | 0  | 0      | N/A    | 8.º  |
| 2022      | Campeonato Mundial de Resistencia de la FIA - LMP2 | Jota                          | 6        | 1         | 0     | 0  | 5      | 137    | 1.º  |
| 2022      | 24 Horas de Le Mans - LMP2                         | Jota                          | 1        | 1         | 0     | 0  | 1      | N/A    | 1.º  |
| Fuente:   |                                                    |                               |          |           |       |    |        |        |      |

## Resultados

### CART/Champ Car World Series
(Clave) (negrita indica pole position) (cursiva indica vuelta rápida)

| Año     | Equipo             | 1      | 2     | 3      | 4      | 5     | 6      | 7      | 8      | 9      | 10     | 11    | 12     | 13     | 14     | 15  | 16  | 17     | 18  | 19  | Pos. | Puntos |
| ------- | ------------------ | ------ | ----- | ------ | ------ | ----- | ------ | ------ | ------ | ------ | ------ | ----- | ------ | ------ | ------ | --- | --- | ------ | --- | --- | ---- | ------ |
| 2003    | Dale Coyne Racing  | STP 17 | MTY   | LBH    | BRH    | LAU   | MIL    | LS     | POR    | CLE    | TOR    | VAN   | ROA    | MDO    | MTL    | DEN | MIA |        |     |     | 24.º | 3      |
| 2003    | Herdez Competition |        |       |        |        |       |        |        |        |        |        |       |        |        |        |     |     | MXC 10 | SRF | FON | 24.º | 3      |
| 2004    | PKV Racing         | LBH 14 | MTY 9 | MIL 12 | POR 10 | CLE 7 | TOR 13 | VAN 13 | ROA 16 | DEN 12 | MTL 10 | LS 14 | LVS 10 | SRF 11 | MXC 12 |     |     |        |     |     | 15.º | 136    |
| Fuente: |                    |        |       |        |        |       |        |        |        |        |        |       |        |        |        |     |     |        |     |     |      |        |

### 24 Horas de Le Mans
(Clave) (negrita indica pole position) (cursiva indica vuelta rápida)

| Año     | Equipo                | Copilotos                               | Automóvil       | Clase | Vueltas | Pos. | Pos. Clase |
| ------- | --------------------- | --------------------------------------- | --------------- | ----- | ------- | ---- | ---------- |
| 2017    | CEFC Manor TRS Racing | Vitaly Petrov Simon Trummer             | Oreca 07-Gibson | LMP2  | 152     | DNF  | DNF        |
| 2018    | DragonSpeed           | Pastor Maldonado Nathanaël Berthon      | Oreca 07-Gibson | LMP2  | 360     | 9.º  | 5.º        |
| 2019    | DragonSpeed           | Pastor Maldonado Anthony Davidson       | Oreca 07-Gibson | LMP2  | 245     | DNF  | DNF        |
| 2020    | Jota Sport            | António Félix da Costa Anthony Davidson | Oreca 07-Gibson | LMP2  | 370     | 6.º  | 2.º        |
| 2021    | Jota Sport            | António Félix da Costa Anthony Davidson | Oreca 07-Gibson | LMP2  | 358     | 13.º | 8.º        |
| 2022    | Jota Sport            | António Félix da Costa Will Stevens     | Oreca 07-Gibson | LMP2  | 369     | 5.º  | 1.º        |
| Fuente: |                       |                                         |                 |       |         |      |            |